# 喀喀喀的鬼太郎 最強妖怪軍團！登陸日本！
喀喀喀的鬼太郎 最強妖怪軍團！登陸日本！（ゲゲゲの鬼太郎 最強妖怪軍団!日本上陸!!）是日本動畫「ゲゲゲの鬼太郎」
第三期電視動畫中的第3部劇場版作品，上映時間為1986年7月12日。

## 劇情簡介
鬼太郎正參加「妖怪與人類友好的盂蘭盆舞祭典大會」時，突然現出號稱要支配全日本的中國商人「戚」(チー)。而戚實際上是率領中國妖怪的首領，並已在日本建立了基地「妖怪城」。而鬼太郎的伙伴在和中國妖怪對抗時、都被戚給變成衣料綢緞而節節退敗，在無計可施的情形下時，鬼太郎的父親眼珠老爹想到可以去求助曾居留在中國的井戶仙人‧‧‧。

## 相關作品
相關劇情漫畫原作
ゲゲゲの鬼太郎：「妖怪綢緞」(妖怪反物) 1969/02/23
其它相似劇情的鬼太郎動畫
ゲゲゲの鬼太郎第二期2集：「妖怪綢緞」(妖怪反物) 1971/10/14
ゲゲゲの鬼太郎第四期79集：「中國妖怪突襲！(上)」(中国妖怪襲来!（前編）)　1997/07/20
ゲゲゲの鬼太郎第四期80集：「中國妖怪突襲！(下)」(中国妖怪襲来!（後編）)　1997/08/03
ゲゲゲの鬼太郎第五期63集：「被全滅的日本妖怪！？妖怪綢緞！！」(日本妖怪全滅！？妖怪反物！！) 2008/06/22

## 劇中的中國妖怪軍團[3]
戚
表面上為賣衣料的普通中國商人，實際上為襲擊日本的中國妖怪軍團首領。
身藏能將妖怪變化成綢緞的奇妙藥丸，真正身份為妖怪九尾狐；為了替殺生石事件中被殺害的姐姐復仇，而企圖消滅全日本妖怪並征服日本。
妖犬
頭上長著雙角的黑面犬，為戚的親信，以矛槍作為武器攻擊。
天狗
人身鳥嘴的妖怪，與妖犬同樣為戚的親信。
山魈
體積小、中國武將模樣的妖怪，乘著妖怪角端獸攻擊鬼太郎一行人，並有著堅硬的身體。
角端獸
妖怪山魈的座騎；為一種獨角的麒麟。
黑怪物
體積龐大、有著怪力的黝黑妖怪。
畫皮
飛行在空中的巨大頭顱，口中能吹出強風。
噴嚏精
可將身體分成四部份的獨眼黑球妖怪。

## 製作群
- 原作：水木茂
- 導演：芹川有吾
- 製作總指揮：浅野賢澄
- 製作代表：鹿内春雄
- 製作：野間惟道、羽佐間重彰、今田智憲
- 脚本：星山博之
- 音樂：川崎真弘
- 角色設計：兼森義則
- 作畫導演：山口泰弘
- 原畫：宇田川一彦、清山滋崇、越智一裕、稲野義信、直井正博、増田信博、門脇孝一、小山りょう、篠崎俊克、森田奈苗、河野宏之
- 動畫審閱：山田雄二
- 美術導演：内川文広
- 背景：明石貞一、海老原一男、小笠原えつこ、須田栄子、塩崎広光、安西哲夫、谷口百範、松宮正純、佐貫利勝、杉浦正一郎
- 特殊效果：浅沼清良
- 專業検車：坂本陽子
- 撮影導演：白井久男
- 主撮影：大藤哲生
- 撮影所：Studio Cosmos
- 撮影：池上元秋、前原勝則、鈴木典子、佐伯清、黒田洋一、池谷和美
- 錄音：蔵本貞司
- 編曲：田中英行
- 音響效果：今野康之
- 音樂制作：徳間康快
- 録音室：TAVAC
- 負片編集：福光衣久子
- 助手導演：芝田浩樹、渡辺健一郎
- 製作擔當：松下健吉
- 美術進行：御園博
- 專業進行：竹林直秀
- 製作進行：井出信一、上村康宏
- 記録：竹澤裕美子
- 現像：東映化学
- 技術協助：森幹生、Continental Far East
- 動畫制作：東映動畫
- 製作人：清水賢治、木村京太郎、横山賢二
- 主製作人：三ツ井康
- 行政部門製作：日枝久

## 角色聲優
- 鬼太郎：戶田惠子
- 眼珠老爹：田之中勇
- 鼠男：富山敬
- 貓女：三田友子
- 撒沙婆婆：江森浩子
- 子泣爺爺：永井一郎
- 一反木綿：八奈見乘兒
- 塗壁：屋良有作
- 呼子：杉山佳壽子
- 丸毛：鹽屋翼
- 不倒翁：大竹宏
- 天邪鬼：佐藤正治
- 傘妖：小林通孝
- 旱神：はせさん治
- 海月火：小野坂昌也
- 井戸仙人：青野武

- 天童夢子：色川京子
- 天童星郎：高坂真琴
- 天童優子：川浪葉子
- 主婦：加藤雅子、小口久二子、松井摩味

- 戚：宮川洋一
- 黒怪物：鹽屋浩三
- 噴涕精：丸山裕子
- 山魈：小宮山清
- 妖犬：戸谷公次
- 天狗：若本規夫

- 聲優協助：青二Production

## 主題曲
開頭曲
- ゲゲゲの鬼太郎

作詞：水木茂 作曲：いずみたく 編曲：野村豊 歌：吉幾三
片尾曲
- おばけがイクゾー

作詞・作曲：吉幾三 編曲：野村豊 歌：吉幾三